# Famous Fantastic Mysteries
Famous Fantastic Mysteries — американский журнал научной фантастики и фэнтези, издававшийся с 1939 по 1953 год. Главным редактором была Мэри Гнедингер. Munsey Company создала данный журнал для повторной публикации научно-фантастических рассказов и фэнтези, которые печатались в течение предыдущих десятилетий в других журналах Фрэнка Манси, таких как «Argosy». Первый номер вышел в сентябре/октябре 1939 года. Журнал сразу же стал популярным и успешным, поэтому менее чем через год Манси создал ещё один похожий журнал «Fantastic Novels».
Наиболее публикуемыми авторами журнала стали Джордж Инглэнд, Абрахам Меррит и Остин Холл. Также важной причиной успеха нового журнала было сотрудничество с известными художниками, такими как Вирджил Финлей и Лоуренс Стивенс. В 1942 году один из крупнейших издателей Popular Publications приобрёл «Famous Fantastic Mysteries», и перепечатка небольших рассказов из прошлых журналов прекратилась. По-прежнему публиковались более крупные произведения таких авторов, как Гилберт Честертон, Герберт Уэллс и Генри Хаггард. Стали печататься новые фантастические рассказы, например, «Ангел-хранитель» Артура Кларка, позже ставший первой из трёх частей научно-фантастического романа «Конец детства». В 1951 году издатели экспериментировали с форматом журнала, но быстро вернулись к изначальному. Журнал прекратил своё существование в 1953 году, почти с концом эпохи дешёвых массовых журналов.

## История публикаций
В начале 20-го века научно-фантастические рассказы часто публиковались в популярных журналах. Munsey Company, крупный издатель дешёвых массовых журналов, в эти годы напечатал много различной научной фантастики. Однако только в 1926 году появился первый в мире массовый журнал, целиком посвящённый научной фантастике. Этим журналом стал «Amazing Stories» издательства Experimenter Publishing Company, принадлежавшего Хьюго Гернсбеку. В течение 1930-х годов Манси продолжал печатать фантастику в «Argosy», в том числе такие рассказы, как «The War of the Purple Gas» Мюррея Лейнстера и «Завтра» Артура Загата. В то время Munsey Company не принадлежал ни один журнал, который специализировался бы в научной фантастике. К концу 1930-х годов популярность научной фантастики росла, продажи журналов также выросли, в 1939 году возникло несколько новых журналов. В том же году воспользовавшись растущей популярностью научной фантастики Манси создал Famous Fantastic Mysteries для повторной публикации научно-фантастических рассказов и фэнтези, которые печатались в течение предыдущих десятилетий в других его журналах.
Журнал должен был выходить раз в два месяца. Первый номер вышел в сентябре/октябре 1939 года. Главным редактором была Мэри Гнедингер. Журнал сразу же обрёл популярность и с ноября издавался ежемесячно. Спрос на переиздание старых популярных научно-фантастических рассказов был настолько велик, что в июле 1940 года Манси принял решение создать дополнительный журнал — «Fantastic Novels». Оба журнала по графику выходили раз в два месяца, так что каждый месяц поочерёдно выходил один из них. «Fantastic Novels» просуществовал до начала 1941. Famous Fantastic Mysteries продолжил выходить раз в два месяца до июня 1942 года. В 1942 году один из крупнейших издателей Popular Publications приобрёл «Famous Fantastic Mysteries». Решение о продаже было достаточно неожиданным, поскольку в декабре 1942 года ещё шли обсуждения запланированного февральского номера, который так и не вышел. Следующий выпуск журнала появился только в марте 1943 года. Всего за 1943 год состоялось только три выпуска; с сентября 1943 года журнал перешёл на регулярный ежеквартальный график. С 1946 года журнал снова стал издаваться раз в два месяца. Этот график с незначительными отклонениями поддерживался до его закрытия.
В 1949 году одно из крупнейших книжно-журнальных издательств США Street & Smith прекратило печатать pulp-журналы. Popular Publications стал крупнейшим издателем, который некоторое время после этого продолжал выпуск pulp-журналов. Famous Fantastic Mysteries прекратил своё существование в 1953 году, всего за пару лет, прежде чем закрылся последний pulp-журнал.

## Содержание и критика
В первых четырёх выпусках журнала было напечатано обращение Манси по поводу создания издания: «Выпуск этого журнала является ответом на несколько тысяч запросов, полученных нами за последние годы, с требованиями повторной публикации наиболее понравившихся фантастических рассказов, которые с момента первой публикации успели стать классикой. Наш выбор был продиктован вашими запросами и нашей твердой уверенностью, что это лучшие представители художественной фантастики». В первом номере были опубликованы такие популярные рассказы известных авторов, как «Девушка в золотом атоме» Рэймонда Каммингса и «Лунная заводь» Абрахама Меррита. Продолжение истории Мерритта, «Завоевание Лунной заводи», появилось уже в следующем выпуске с иллюстрациями Вирджил Финлей. Финлей создал множество иллюстраций для Famous Fantastic Mysteries и стал одним из самых популярных художников журнала. С третьего номера в число иллюстраторов журнала также вошёл Рудольф Пауль, один из первых иллюстраторов, специализировавшихся в области научной фантастики. Работы Пауля отличают тщательность графики и повышенное внимание к изображению техники, сооружений и разнообразных устройств. Как художник, он уступал Финлею, но был очень популярен среди читателей. Первые пять обложек содержали просто оглавление журнала, но с шестого номера, вышедшего в марте 1940 года, на обложках стали появляться различные изображения. Первую обложку журнала создал Вирджил Финлей. Автором трёх ранних обложек в 1940 году стал Рудольф Пауль, однако, авторами почти всех последующих обложек с февраля 1941 года по апрель 1950 года стали Вирджил Финлей, Лоуренс Стивенс или его сын Питер Стивенс. Высокое качество художественных иллюстраций помогло сделать журнал один из самых популярных среди похожих изданий своего времени. Томас Кларсон, занимающийся историей научной фантастики, предположил, что популярность Вирджилу Финлею принесли именно публикации его работ в таких журналах, как Famous Fantastic Mysteries and Fantastic Novels.